# Гарбуз Дмитро Юрійович
Дмитро Юрійович Гарбуз (нар. 5 травня 1975, Мерефа, Харківська область, УРСР) — український актор кіно і дубляжу, композитор та співак.

## Біографія
Народився 5 травня 1975 року у місті Мерефа Харківської області. Навчався в школі № 5. Закінчив Харківський радіотехнічний технікум. Закінчив Харківську державну академію культури у 2007 році. Працював композитором на студії «Postmodern».

## Дискографія

### Композитор
- 2007 — Садівник
- 2008 — Відлига
- 2008 — Свати
- 2009 — Свати 2
- 2009 — Свати 3
- 2009 — Територія краси
- 2010 — Свати 4

### Дублювання
- Сила. Повернення додому — (дубляж студії «1+1»)
- Дружба — це диво (5—8 сезони) — (дубляж студії «1+1»)
- Смішарики: Пін-код — Крош (дубляж студії «1+1»)
- Ніндзяго: Майстри Спінджицу — (дубляж студії «1+1»)
- Фінеас і Ферб — (дубляж студії «1+1»)
- Ваяна — краб Таматоа (дубляж студії «Le Doyen»)
- Величне століття Роксолана — (дубляж студії «1+1»)
- Величне століття: Нова Володарка — (дубляж студії «1+1»)

### Вокал

#### українською
- Історія іграшок — Я твій навіки друг, Дивина, Я не здійму більше вітрил (дубляж студії «Le Doyen»)
- Історія іграшок 2 — Ранчо Вуді (дубляж студії «Le Doyen»)
- Не бий копитом — (дубляж студії «Le Doyen»)
- Шрек (3—4 частини) — вокал Віслюка (дубляж студії «Постмодерн»)
- Сімпсони у кіно — (дубляж студій «Постмодерн» і «Central Production International Group»)
- Дебальцеве (документальний фільм) — Ти не сумуй (присвячена воїнам АТО)

#### російською
- Ліки для бабусі — (російське озвучення компанії «УПС»)

### Фільмографія
- «Трубач» (2014)
- «Впізнай мене, якщо зможеш» (2014)
- «Пес» (2015—2019)
- «Громадянин Ніхто» (2016)
- «Забута жінка» (2016)
- «На лінії життя» (2016)
- «Поганий хороший коп» (2016)
- «Центральна лікарня» (2016)
- «Чорна квітка» (2016)
- «Обираючи долю» (2017)
- «Благіми намірами» (2018)
- «Вірити і чекати» (2018)
- «На гойдалках долі» (2018)
- «Нулевий цикл» (2018)
- «Опер за викликом» (2018)
- «Віддай мою мрію» (2018)
- «Стоматолог» (2018)
- «Людина без серця» (2018)
- «Будь що буде» (2019)
- «Повернення» (2019)
- «Подвійне відображення» (2019)
- «Замок на піску» (2019)
- «Як довго я на тебе чекала» (2019)
- «Капітанша-2» (2019)
- «Кровна помста» (2019)
- «Маркус» (2019)
- «Опікун» (2019)
- «Готель „Купідон“» (2019)
- «Пристрасті по Зінаїді» (2019)
- «Чужа» (2019)
- «Я все тобі доведу» (2019)
- «Проти течії» (2020)
- «Доньки» (2020)
- «Зникаючі сліди» (2020)
- «Вузький міст» (2020)